# 610

## Събития
Архангел Джибрил (Гавраил) се явява на Мохамед, казвайки му че е избран за пророк на Аллах. Събитието се свързва със създаването на исляма през същата година

## Родени
- Анания Ширакаци, арменски географ

## Починали
- Фока, византийски император